# Oktiabr´skij (rejon jaszałtiński)
Oktiabr´skij (ros. Октябрьский) – osiedle w Rosji, w Kałmucji, w rejonie jaszałtińskim. W 2010 liczyło 750 mieszkańców.